# 126 (nombre)
Cet article concerne le nombre 126. Pour l'année, voir 126.
126 (cent vingt-six) est l'entier naturel qui suit 125 et qui précède 127.

## En mathématiques
Cent vingt-six est :
- un nombre décagonal,
- un nombre pyramidal pentagonal,
- un nombre pentatopique,
- un nombre abondant,
- un nombre Harshad,
- un nombre de Friedman puisque 126 = 6 × 21,
- un nombre congruent.

## Dans d'autres domaines
Cent-vingt-six est aussi :
- Le septième et dernier nombre magique connu à ce jour (2009) en physique.
- Années historiques : -126, 126.
- Ligne 126 .
- Fiat 126, une voiture italienne.
- Le format 126 est le code Kodak du film 35 mm en cassette plastique plus connu sous le nom d'Instamatic.